# 1989–1990-es magyar női labdarúgó-bajnokság (első osztály)
A magyar női labdarúgó-bajnokság első osztályában 1989–90-ben tíz csapat küzdött a bajnoki címért. A László Kórház és a Femina a második csapatával is benevezett. Ebben az idényben a győzelemért három pont járt. Az alapszakasz után az első négy helyen végzett csapat rájátszásban döntötte el a bajnoki cím sorsát, ahová magukkal vitték a korábban elért egymás elleni eredményeiket. A Egri Lendület a rájátszásban pénzügyi és szervezési okok miatt nem tudott részt venni, ezért az elmaradt mérkőzések eredményét 3–0-s gólkülönbséggel igazolta a versenybizottság az ellenfeleknek.
Az hatodik hivatalos bajnokságban a Renova Spartacus szerezte meg a bajnoki címet. A címvédő a Ferencvárosi László Kórház csapata volt.

## Végeredmény

### Alapszakasz
| #   | Csapat                        | M  | GY | D | V  | G+ – G– | GK   | P  | Megjegyzések |
| --- | ----------------------------- | -- | -- | - | -- | ------- | ---- | -- | ------------ |
| 1.  | Renova Spartacus              | 18 | 15 | 2 | 1  | 86–8    | +78  | 47 |              |
| 2.  | Ferencvárosi László KórházCV  | 18 | 15 | 2 | 1  | 79–7    | +72  | 47 |              |
| 3.  | Tipográfia-Femina             | 18 | 14 | 2 | 2  | 97–14   | +83  | 44 |              |
| 4.  | Egri Lendület                 | 18 | 9  | 2 | 7  | 56–22   | +34  | 29 |              |
| 5.  | Gyulai SE                     | 18 | 8  | 4 | 6  | 27–25   | +2   | 28 |              |
| 6.  | Tipográfia-Femina II          | 18 | 8  | 2 | 8  | 40–38   | +2   | 26 |              |
| 7.  | Ferencvárosi László Kórház II | 18 | 3  | 4 | 11 | 26–57   | −31  | 13 |              |
| 8.  | Fortuna FC – Pécsi Dohány     | 18 | 2  | 5 | 11 | 13–60   | −47  | 11 |              |
| 9.  | Debreceni Amazonok SE         | 18 | 2  | 1 | 15 | 11–78   | −67  | 7  |              |
| 10. | Tiszaliget                    | 18 | 1  | 2 | 15 | 3–129   | −126 | 5  |              |

### Állás a rájátszás előtt
| #  | Csapat                       | M | GY | D | V | G+ – G– | GK | P  | Megjegyzések |
| -- | ---------------------------- | - | -- | - | - | ------- | -- | -- | ------------ |
| 1. | Ferencvárosi László KórházCV | 6 | 3  | 2 | 1 | 10–7    | +3 | 11 |              |
| 2. | Tipográfia-Femina            | 6 | 3  | 2 | 1 | 9–6     | +3 | 11 |              |
| 3. | Renova Spartacus             | 6 | 3  | 1 | 2 | 11–10   | +1 | 10 |              |
| 4. | Egri Lendület                | 6 | 0  | 1 | 5 | 3–10    | −7 | 1  |              |

### Végeredmény a rájátszás után
| #  | Csapat                       | M  | GY | D | V  | G+ – G– | GK  | P  | Megjegyzések |
| -- | ---------------------------- | -- | -- | - | -- | ------- | --- | -- | ------------ |
| 1. | Renova Spartacus             | 12 | 8  | 2 | 2  | 28–11   | +17 | 26 | Bajnok       |
| 2. | Tipográfia-Femina            | 12 | 8  | 2 | 2  | 24–15   | +9  | 26 |              |
| 3. | Ferencvárosi László KórházCV | 12 | 5  | 2 | 5  | 21–23   | −2  | 17 |              |
| 4. | Egri Lendület                | 12 | 0  | 1 | 11 | 3–28    | −25 | 1  |              |

A bajnok Renova Spartacus játékosai
Hegedűs Erzsébet, Téglási Eleonóra kapusok – Balogh Tímea, Bányai Éva, Bárfy Ágnes, Csápi Katalin, Fülöp Beáta, Hanol Tímea, Horváth Klára, Horváth Renáta, Jankó Zsuzsanna, Keresztes Zsuzsanna, Matskássy Imréné, Nagy Tünde, Nagyabonyi Ildikó, Oláh Eszter, Póczik Erzsébet, Ruzitska Ildikó, Sasvári Nikolett Sipos Erzsébet, Szegediné Lojd Zsuzsanna.